# Église Saint-Nicolas de Vernonnet
L'église Saint-Nicolas de Vernonnet est un monument de la ville de Vernon dans l'Eure. Elle se situe dans le quartier de Vernonnet.

## Historique
Symphorien Bourguignon, architecte diocésain en 1850, est chargé de la construction de l'édifice au titre de ses fonctions d'architecte départemental (1831) ; les sculptures sont dues à Louis Delahaye.
Les travaux de l'édifice ont commencé vers le milieu du XIXe siècle, de sorte que le 20 mai 1861 l'évêque d'Évreux, Jean-Sébastien Devoucoux, puisse consacrer l'église, la consécration du chœur ayant lieu le 12 décembre 1863.
À titre d'information, on note sur la droite de l'église l'existence de deux monuments inventoriés :
- le presbytère[3], Joseph Louis Delbrouck, architecte, construit à la même époque que l'église ;
- le porche de l'ancienne église[4], inscrit au titre des monuments historiques, constituant l'entrée du presbytère.

## Vitraux
Le vitrailliste Jacques Bony est l'auteur des baies en 1955-1956 ;